# Флоренс Гардінг
Флоренс Мейбл Клінг, у шлюбі Гардінг (англ. Florence Mabel Harding; 15 серпня 1860 – 21 листопада 1924) — перша леді Сполучених Штатів у 1921—1923 роках (у шлюбі з Ворреном Гардінгом), суфражистка. Керівниця газети Marion Star, яку привела до процвітання. Відома як герцогиня, вона добре адаптувалася до Білого дому, де влаштовувала особливо елегантні вечірки.

## Раннє життя
Флоренс Мейбл Клінг народилася над господарським магазином свого батька-бухгалтера на 126 South Main Street в Маріон, штат Огайо, 15 серпня 1860 року, старшою з трьох дітей Амоса Клінга, видатного бухгалтера міста і бізнесмена німецького походження, та Луїзи Бутон Клінг, чиї французькі предки-гугеноти втекли від релігійних переслідувань. Її молодшими братами були Кліффорд (1861) і Веталліс (1864).
З 1866 року Флоренс відвідувала школу Union School і вивчала класику. Її батько процвітав як банкір і був акціонером залізниці Колумбус і Толедо, президентом Сільськогосподарського товариства та членом шкільної ради. Флоренс рано розвинула пристрасть до коней і брала участь у кількох перегонах. Від батька вона засвоїла ділові навички, такі як банківська справа, нерухомість та управління фермою.
Прагнучи стати концертною піаністкою, після середньої школи в 1878 році Флоренс почала навчання в Музичній консерваторії Цинциннаті. Як вона згадувала, протягом трьох років вона проводила за фортепіано по сім годин на день, одного разу граючи, поки палець не почав кровити. Під час поїздок додому батько шмагав Флоренс вишневим прутом.
У 19 років утекла від насильства з Генрі Атертоном («Піт») Де Вульфом (1859–1894) і одружилася з ним в Колумбусі, штат Огайо, 22 січня 1880 року. Запис про видачу свідоцтва про шлюб був надрукований у The Marion Star. 22 вересня 1880 народила сина Маршалла Юджина. Чоловік працював на складі, але через алкоголізм покинув сім'ю 31 грудня 1882 року. Флоренс переїхала до своєї подруги Керрі Воллес, а її мати Луїза фінансово підтримувала її і внука. Щоб мати додатковий заробіток, стала вчителькою фортепіано. Її чоловік намагався пограбувати потяг у 1885 році, і вона розлучилася з ним в 1886 році. Згодом батько Флоренс запропонував усиновити її сина, але її саму не захотів забезпечити. У результаті її син маршал прийняв прізвище свого діда (Клінг), попри те, що не був прийнятий законно. 
Незабаром Флоренс зустріла брата своєї студентки Чаріті, на 5 років молодшого за неї Воррена Гардінга, видавця газети в Огайо Marion Star. Незабаром Marion Star повідомила про поїздки Флоренс до Єллоустонського національного парку з її матір'ю та Гардінгом. Вони стали парою до літа 1886, у 1890 році заручилися, а 8 липня 1891 одружилися. Цьому шлюбу теж протистояв її батько, який вважав, що Воррен Гардінг використовує її, щоб піднятися суспільними сходами, і сподівався на більш заможного залицяльника. Він повторив чутку, ніби Гардінг має кров африканців, і погрожував розстріляти його в будівлі суду. Після весілля, на якому таємно була присутня мати Флоренс, пара вирушила у весільну подорож Чикаго, Сент-Пол, Єллоустоун і Великі озера. Флоренс Гардінг ухвалила нетрадиційне рішення не носити обручку. Воррен називав її «босом», а вона називала його «Сонні». З перервами з ними жив син Флоренс і отримував заохочення від Воррена працювати в журналістиці.

## Діяльність

### Керування газетою

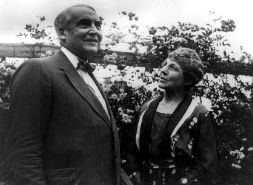
Флоренс Гардінг із чоловіком у своєму саду

Коли чоловік у січні 1894 року вирушив від депресії до санаторію Батл-Крік, Флоренс Гардінг стала неформальною бізнес-менеджеркою Marion Star, одразу продемонструвавши талант і характер керувати газетою. Вона організувала відділ тиражу, покращила розповсюдження, навчала газетників, закупила коштовне обладнання. Її газетники стали відомі по всьому місту як «хлопці пані Гардінг». Вона по черзі роздавала нагороди за досягнення та застосовувала фізичні покарання. Один із журналістів, Норман Томас, пізніше кандидат у президенти від соціалістів, заявив, що Воррен був фронтменом, але Флоренс була справжньою рушійною силою Marion Star (хоча вона ніколи не мала жодної офіційної ролі).
У грудні 1894 року чоловік повернувся до роботи над Star, хоча Флоренс продовжувала доглядати за ним вдома. Після початку у 1898 році іспано-американської війни Флоренс Гардінг зіграла важливу роль у розробці першого звіту. Попри те, що вона ніколи не писала статей, вона пропонувала історії, засновані на свідченнях, які мала, особливо історії, орієнтовані на жінок. Гардінг найняла першу жінку-репортерку в Огайо, Джейн Діксон, і підтримала її. Завдяки керівництву Флоренс Гардінг Marion Star процвітала і збільшувала свої доходи. Вона також розбиралася у техніці газетного заводу та знала, як її полагодити. Хоча у той час чоловік Гардінг не особливо підтримував права жінок, применшуючи мітинги за рівність, він високо цінував допомогу Флоренс в офісі та поважав її відверті думки. Флоренс писала про чоловіка: «У нього все добре, коли він слухає мене, і погано, коли він не слухає».

### Політична діяльність
У 1899 році Флоренс Гардінг заохочує свого чоловіка до політичної активності на виборах у сенат штату. Вона керувала фінансами та відбивалася від несподіваних заперечень з боку свого батька, який залучив Марка Ганну за допомогою, хоча Воррена врешті обрали. Флоренс спостерігала за законодавчою владою з балкону і часто ходила в редакції газет, щоб домогтися гарного висвітлення свого чоловіка та спостерігати за їх роботою. Під час цього першого перебування в Колумбусі вона розпочала свій звичай консультуватися з астрологом. У 1901 році Воррен був переобраний. У 1903 році його обрали вицегубернатором.
У лютому 1905 Гардінг потребувала екстреної операції нефроптозу, і спочатку її лікував гомеопат Чарльз Е. Сойєр. Його тісні зв’язки з сім’єю Гардінг, повна довіра і залежність Флоренс від нього згодом виявилися суперечливими. Сойєр направив Флоренс до доктора Джемеза Ферчайлда Болдуіна, який «підключив» нирку на місце і не видалив її через пошкодження серця, якого вже зазнала Гардінг. Прикута до лікарняного ліжка протягом кількох тижнів, Флоренс пізніше заявила, що цей досвід зробив її більш чуйною до пацієнтів лікарні. Під час одужання Воррен завів роман зі своєю близькою подругою Керрі Філліпс, яка нещодавно пережила перинатальну втрату. Флоренс дізналася про це в 1911 році з листа між ними, що спонукав її задуматися про розлучення, хоча вона ніколи його не домагалася. Вважала себе надто інвестованою в кар'єру свого чоловіка, щоб залишити його, хоча викриття не завершило роману. Це була одна з кількох зрад Воррена, з якими Флоренс змирилася, хоча і висловила несхвалення. Вона намагалася знеохотити його, весь час залишаючись поруч із ним.
У серпні 1911 року вирушила з чоловіком у подорож Європою. Під час турне Англією Флоренс почала симпатизувати жінкам, які очолювали протести, і стала палкою суфражисткою. Повернувшись до США, вона пішла на мітинг за право жінок голосувати в Колумбусі. Попри свої почуття з цього приводу, Флоренс мовчала щодо виборчого права жінок під час виборів 1912 року. Вона продовжувала лікуватися у доктора Сойєра в його новому санаторії White Oaks від різних захворювань і поглибила вивчення астрології. 
Флоренс дала своєму чоловікові поради щодо його політичних шансів, перешкодивши балотуватися на пост губернатора в 1912 році. Натомість вона зосередилася на Вашингтоні, округ Колумбія, і Воррен розширив свою національну репутацію, публічно підтримавши Вільяма Говарда Тафта на з’їзді республіканців. Після того, як Тафт зазнав поразки від Вудро Вільсона на виборах, Воррен шукав розради, написавши вірші Керрі Філліпс.
20 жовтня 1913 року помер батько Флоренс, і вона успадкувала 35 тисяч доларів і цінну нерухомість. Взимку 1913 року перенесла серйозний напад ниркової хвороби і переїхала жити в санаторій Вайт Оукс. Гомеопат Сойєр побоювався, що Флоренс не переживе року, але вона змогла одужати. Попри погане здоров’я, у 1914 році вона заохочувала чоловіка балотуватися в Сенат і вирішила взяти участь у кампанії. Обмежила свою роль дорадчим керівництвом і переконала чоловіка ігнорувати тиск, щоб мати антикатолицькі висловлювання проти опонента-демократа Тімоті Гоґана. За сприяння Флоренс Воррен переміг на виборах в Сенат, набравши 102 тис. голосів.
Син Флоренс Маршалл помер 1 січня 1915 року від туберкульозу. Сплачуючи його борги в Колорадо, вона подружилася з деякими з його однодумців і дружиною Естер. Перш ніж оселитися у Вашингтоні, округ Колумбія, як дружина сенатора, вона разом з чоловіком подорожувала до Каліфорнії та Гаваїв. Після повернення з Маріон Флоренс вирішила орендувати будинок в районі Калорама, округ Колумбія. У січні 1916 року вона страждала від прискореного серцебиття і покликала Сойєра, щоб він допоміг їй з психічним здоров’ям. Щоб впоратися з наростаючою депресією, вона допомогла облаштувати новий будинок і найняла персонал для допомоги. Допомагала чоловікові з листуванням і привертала увагу преси. Попри позицію Флоренс щодо виборчого права жінок, переконати Воррена в 1916 році ухвалити рішення не вдалося, оскільки він віддав перевагу прихованому керівництву.
Флоренс активізувала захист прав тварин і приєдналася до Ліги порятунку тварин, Humane Society та ASPCA. Вона виступала проти жорстокого поводження з тваринами і вільно роздавала друзям літературу. У короткій автобіографії 1916 року вона згадала про свою любов до коней і стурбованість зловживанням ними. Флоренс не любила автомобілі, хіба що, коли часто повертаючись до Маріон. У Вашингтоні, округ Колумбія, Флоренс зав'язала швидку і міцну дружбу зі спадкоємицею шахтарської справи і світською левицею Евалін Волш Маклін, часто граючи в бридж і відвідуючи кінотеатри. Воррен писав Сойєру в квітні 1917: «Пані Гардінг добре почувається і виглядає краще, ніж за три-чотири роки».

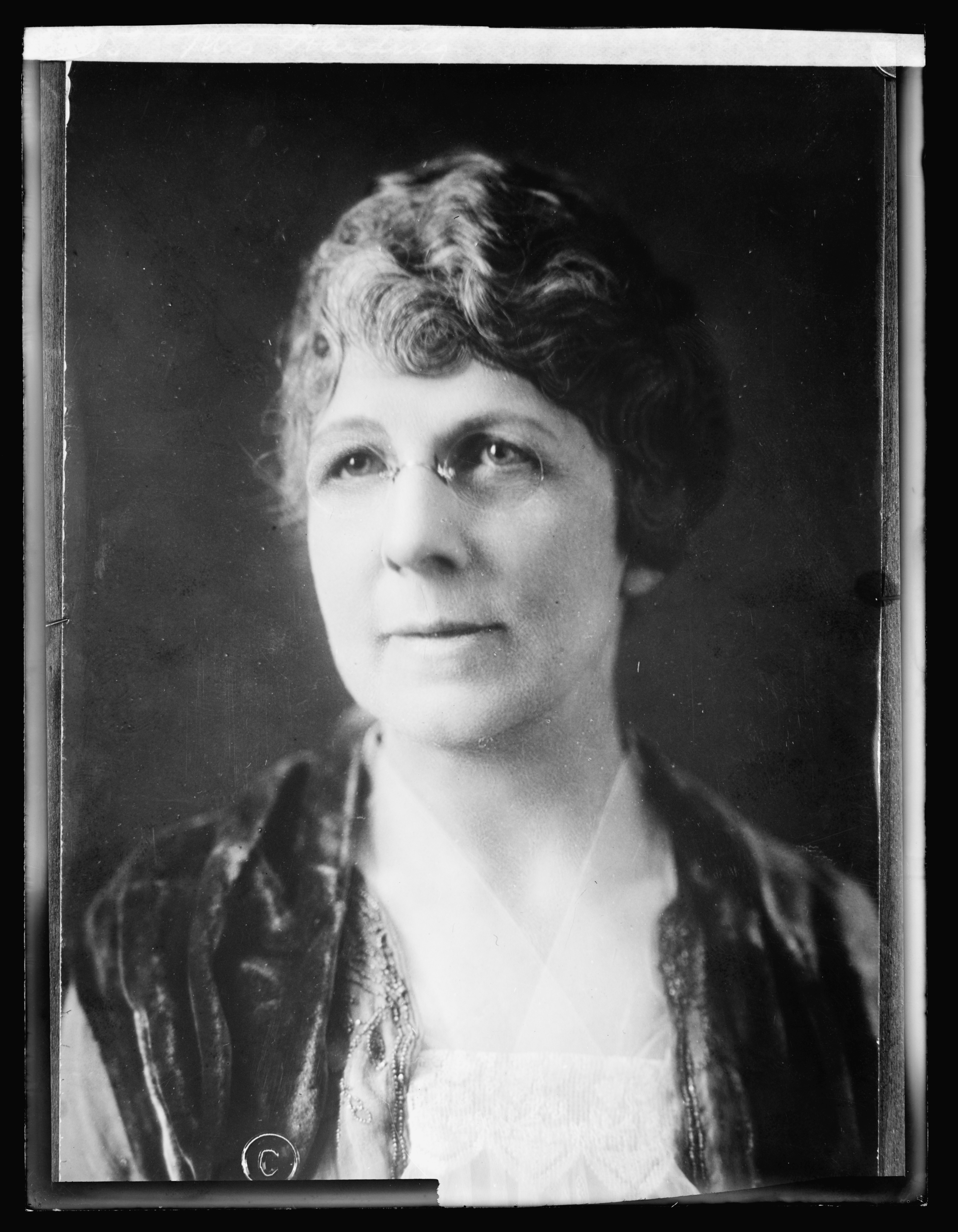
Портрет Флоренс Гардінг

Після того, як США вступили в Першу світову війну, Флоренс зайнялася роботою над перемогою. Вона допомогла жінкам Огайо, які переїхали до Вашингтона, округ Колумбія, знайти житло, а також допомогла Лу Гувер створити їдальні та місця для відпочинку для робітниць. Щоб допомогти матерям, яким доводилося працювати протягом дня, Флоренс часто відвідувала ясла та дитячі садки. Разом з іншими політичними подружжями вона роздавала жерстяні чашки кави та сендвічі солдатам, які відправлялися з США. Флоренс також стала волонтеркою у лікарні Волтера Ріда і знайшла відчуття задоволення від цієї роботи, якої не було в її досі. Вона працювала з іншими дружинами Сенату над створенням підрозділу Червоного Хреста та виготовленням одягу для солдатів на полі бою. Щоб краще стежити за подіями на фронті, Флоренс жадібно читала кілька газет і вивчала вимову іноземних міст і місць.
Тим часом Воррен продовжив роман з Керрі Філліпс та з іншими жінками, такими як Нен Бріттон, попри підозру, що Філліпс була німецькою шпигункою (це виявилося неправдою, хоча вона й мала симпатії до німецької сторони). Флоренс відреагувала на це люто. Протягом літа 1918 року, вітаючи солдатів, які виїжджали з залізничного вокзалу Маріон, Флоренс помітила Філліпс, яка скаржилася на марність посилати людей на бій. Флоренс підійшла до неї і вступила в гостру суперечку, публічно дорікаючи їй перед багатьма глядачами. Вже незабаром після цього Воррен надіслав Керрі любовні листи, де проголошував свою відданість, хоча й із застереженням, що розлучення з Флоренс неможливе.
У листопаді 1918 року нирка Флоренс збільшилася в 10 разів понад норму. Через цей напад вона тижнями прикута до ліжка. Її лікував син гомеопата Сойєра Карл, який перебував у Кемп-Мід (нині Форт-Мід). Воррен залишався біля неї, поки їй не стало краще. У березні 1919 року Флоренс відновилася достатньо, щоб відвідувати заходи в будинку Евалін, поки її чоловік грав у гольф. 10 липня Флоренс була присутня у Сенаті, коли президент Вілсон попросив Америку приєднатися до Ліги Націй, проти якої вона виступала. Протягом літа її чоловіка почали згадувати як потенційного кандидата в президенти, що Флоренс спочатку не влаштовувало, оскільки вона вважала, що йому не вистачає національної репутації.
У 1920 році він був претендентом в кандидати в президенти від Республіканської партії, хоча і не фаворитом. Флоренс надала йому попередню підтримку, очевидно, під впливом вашингтонської ясновидиці «мадам Марсія» Шампрі, яка правильно передбачила, що Воррен стане президентом, але додала, що він помре на посаді. Флоренс брала активнішу роль на з’їзді республіканців, ніж більшість дружин кандидатів, і мала прихильність у журналістів, які любили записувати її висловлювання. Вона лобіювала делегатів, щоб вони розглянули її чоловіка після того, як з’їзд зайшов у глухий кут, і він зрештою став кандидатом. В основному Воррен проводив кампанію перед ґанком, і Флоренс контролювала, кого її чоловік зустрічав у будинку. Вона дуже точно призначала зустрічі для чоловіка і телефонувала керівникам кампанії, якщо він запізнювався. Вона викликала захоплення вафлями після того, як The New York Times повідомила, що вона їсть вафлю під час сніданку, а гості попросили подати їх під час їхнього візиту. Вибори були затьмарені спробою вимагання з боку Керрі Філліпс, яка погрожувала розкрити подружню зраду Воррена. Однак газетний досвід Флоренс дав їй перевагу перед дружинами інших кандидатів; оскільки Генрі ДеВольф був мертвий, вона змогла відхилити запити преси про свій перший шлюб, натякаючи, що вона овдовіла. Крім того, вона доручила кампанії не реагувати на звинувачення щодо частково темноошкірого походження Воррена. Флоренс Гардінг також заслужила схвалення експрезидента Тафта.
У ніч виборів Воррен отримав 404 голоси виборців, перемігши суперника від Демократичної партії Джеймса М. Кокса, який отримав 127. Під час святкування натовп прихильників підняв Флоренс на плечі. Вона не була особливо в захваті від перспективи стати першою леді, сказавши подрузі: «Я можу вам сказати, що не відчуваю себе надто впевненою. У мене немає жодних сумнівів щодо нього, але у собі я не настільки впевнена». Після виборів перша леді Едіт Вілсон запросила Флоренс до Білого дому для екскурсії. Флоренс погодилася, за умови, що буде запрошена її подруга Евалін, яка раніше дуже критикувала Вілсонів. Після розбіжностей за чаєм Едіт попросила свою економку провести екскурсію.

### Перша леді

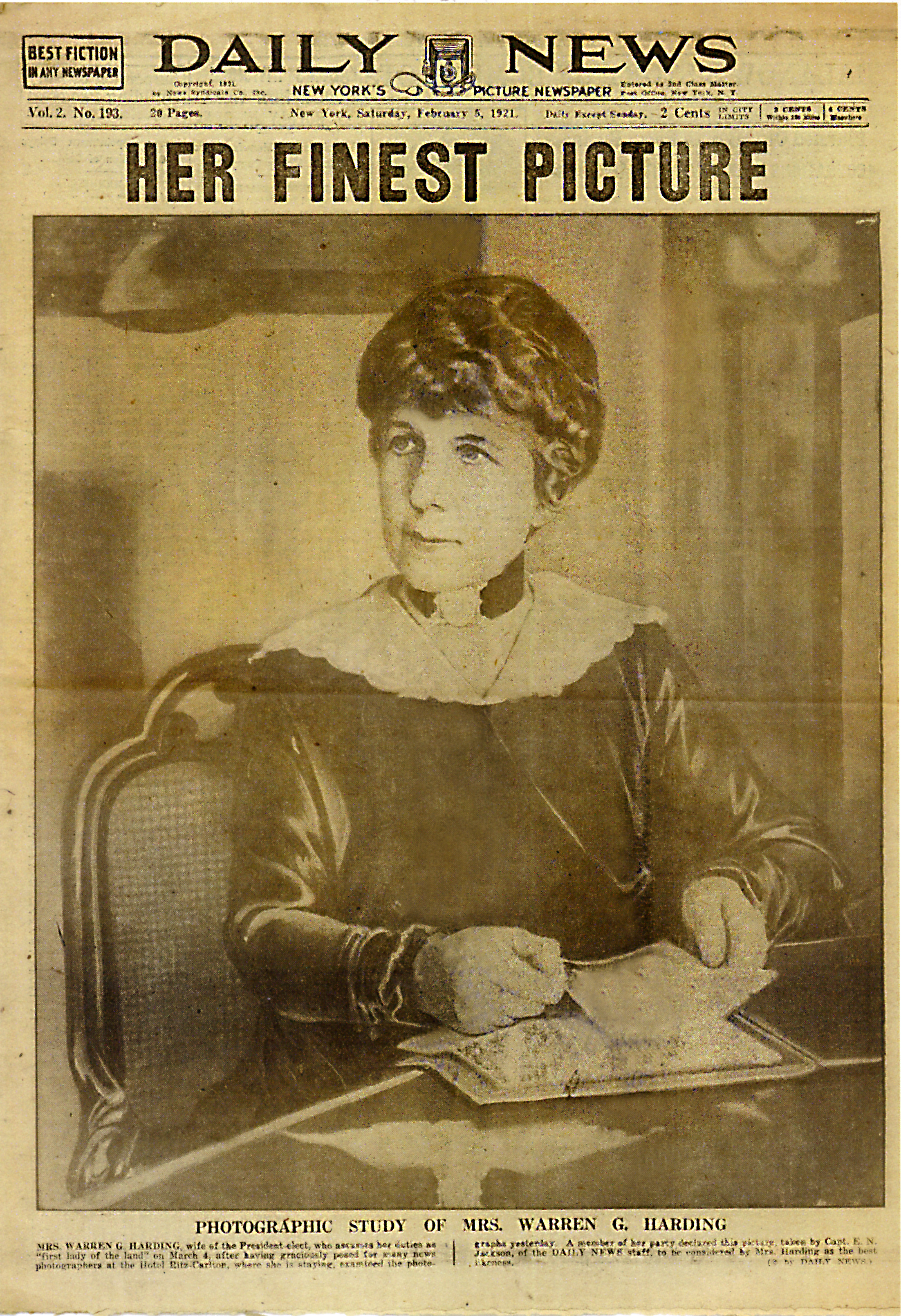
Цитата «Фотограф фотографа» Флоренс Гардінг, яка заявила, що її фотографія Едварда Джексона була «найкращею фотографією, яку коли-небудь було зроблено». Фото розмістилося на першій сторінці газети New York Daily News від 5 лютого 1921 року.

4 березня 1921 року Флоренс Гардінг стала першою леді США, відразу ж взявши активну роль у національній політиці, іноді навіть домінуючи над президентом. Вона мала сильний вплив на вибір членів кабінету, зокрема віддаючи перевагу Чарльзу Р. Форбсу як директору Бюро ветеранів і Ендрю Меллону як міністру фінансів. Вона схвалила обрання Чарльза Еванса Г'юза держсекретарем, хоча приватно вважала, що Еліу Рут буде кращим вибором. На інавгурації спостерігачі вважали, що вона спонукала свого чоловіка промовою, яку написала, оскільки там було кілька посилань на нову роль жінки в американському політичному житті. Флоренс подбала, щоб на інавгурацію запросили всіх, хто працювали на кампанію в Маріон, і попросила допомогти жінці, яка знепритомніла в натовпі. Агенту секретної служби Гаррі Л. Баркеру було доручено захищати Флоренс, що зробило її першою першою леді, яка має власного агента. Вони встановили тісні, довірчі партнерські стосунки.
Після того, як Воррен виступив перед Сенатом, Флоренс запитала: «Ну, Воррене Гардінгу, я прийняла для тебе посаду президента. Що ти збираєшся з цим робити?» Він відповів: «Нехай мені Бог допоможе, бо мені це потрібно». У першому оголошенні Воррена як президента він наказав відкрити ворота Білого дому для публіки відповідно до бажання Флоренс. Цей крок схвально оцінила преса, повідомивши, що туристи можуть приїхати в готель наступного тижня. Флоренс сказала сенатору, що прагне стати найуспішнішою першою леді в історії. На той час, коли Білий дім відкрився для публіки, Флоренс сама запропонувала виступити гідом. На зустріч з нею прийшло багато різних груп і людей, від Білла Тілдена до Альберта Ейнштейна.
Після сніданку Флоренс читала пошту і писала запрошення на світські заходи. Вона була першою першою леді, яка надіслала оригінальні відповіді на багато отриманих листів. Вона часто стояла біля південного портику, щоб сфотографуватися з великими групами. The New York Tribune похвалила її як «набагато щедрішу, ніж її попередниці у тому, щоб приймати спеціальні групи в Білому домі». Флоренс одержима носячи довгі спідниці, що дещо вийшли з моди, зауважила, що вона не має права диктувати, наскільки короткими мають бути спідниці. Крім того, вона запустила нові моди, як-от шовкова чорна шийна пов’язка «Flossie Clings» на честь її дошлюбного прізвища. Флоренс була економною в інших частинах бюджету Білого дому, який був високо оцінений після рецесії 1921 року.
Як господиня Білого дому, Гардінг керувала елегантними вечірками, на яких часто збиралося кілька тисяч гостей. Під час таких подій чоловік називав її герцогинею. Ці вечірки були значною мірою продовженням кампанії перед під'їздом, а також вона влаштовувала вечері на президентській яхті. Насолоджувалася роллю гідесси Білого дому, дізнаючись про історію майна з книг і демонструючи портрет Сари Йорк Джексон. Попри її зростаючу популярність серед публіки, вища громадськість значною мірою уникала Флоренс і віддавала перевагу другій леді Грейс Кулідж, з якою у Флоренс були непрості стосунки. Але собака пари Ледді Бой став хітом, що викликало захоплення ердельтер’єрами.
Флоренс стала першою першою леді після Френсіс Клівленд, чиє обличчя було настільки впізнаваним для публіки, оскільки вона часто з'являлася на кадрах кінохроніки разом з Ворреном, відкриваючи статуї, відвідуючи бейсбольні ігри та освячуючи Меморіал Лінкольна. На її честь названо кілька квітів, а композитор Девід С. Айрленд написав пісню «Фло з Огайо». У зв’язку з широким інтересом до психоаналізу в газетах про неї були написані деякі психологічні профілі. Перша пара збільшила свою популярність, відвідуючи кіносеанси та зустрічаючись з акторами, що раніше вважалося вульгарним у вищим суспільством. Ел Джолсон був частим гостем, і Флоренс дала у Білому домі Девіду Ворку Ґріффіту екскурсію та обід. Флоренс стала першою першою леді, яка знялася в кіно зі своєю фірмовою хвилею перед натовпом. Евалін Маклін навчила її керувати камерою, і вона зняла кілька фільмів про жінок у Громадському клубі Потомак Парк.
Фпенсіс стала відома своєю опозицією до паління після того, як фотограф зняв її, як тримає за руку Гелен Пратт, яка палила. Жіночий християнський союз тверезості закликав її використати свій вплив для просування боротьби з тютюнопалінням, хоча вона ввічливо відмовилася. Що стосується алкоголізму, Флоренс була зовнішньою прихильницею збереження заборони як поваги до закону. Наодинці, однак, таємно подавала гостям алкоголь. Часті гості та вечірки позначилися на Флоренс, яка написала: «Мої дні настільки насичені, що я не знаю, куди повернутись», але додала, що «це прекрасне життя, якщо ви не слабшаєте».
Флоренс працювала над тим, щоб захистити імідж себе та чоловіка, приховуючи його алкоголізм, подружні зради і корупцію в кабінеті. Вона наполягала на тому, щоб бути поруч із ним; одного разу сказала йому повернутися до роботи, коли він грав у гольф. Вона була стурбована особистою безпекою свого чоловіка, частково через передбачення мадам Марсії щодо його ранньої смерті. Попри те, що з часів кампанії 1920 року про її зустріч з екстрасенсом не було публічно, консультації тривали серйозно, і Марсію навіть запросили до Білого дому. Флоренс покладалася на астрологію, щоб визначити особистий розклад Воррена, про що стало відомо багатьом з його найближчого оточення. Вона також побоювалася його схильності до шантажу після розгрому Керрі Філліпс. Після повернення з Японії в 1921 році Філліпс відвідала Воррена в Білому домі, що засмутило Флоренс. Кілька інших жінок також отримали гроші від президента, і Флоренс найняла Гастона Мінса, щоб шпигувати за Нен Бріттон для викрадення її любовних листів.
Поїздка на Аляску, яку Флоренс з нетерпінням очікувала, була запланована на літо 1921 року, але її довелося відкласти замість робочих зобов’язань. Замість цього Гардінґи здійснили круїз Новою Англією та періодично подорожували автомобілем. Флоренс захопилася швидкою їздою, ледь не потрапивши в аварію на швидкості 50 миль на годину, коли її автомобіль з’їхав у бік телефонного стовпа. Директор Бюджетного бюро розкритикував її. Вона була завзятою глядачкою театрів, особливо комедій і мюзиклів. Воррен, навпаки, вважав за краще дивитися стриптизерок.
Флоренс висловила свої погляди на все, від Ліги Націй до прав тварин, расизму та прав жінок. Вона сильно хвилювалася за дітей-іммігрантів, які потрапили в бюрократію, хоча критикувала «американців із дефісами». Вона була готова ризикувати критикою, коли відстоювала соціальні проблеми, і ніколи не називала своє ім’я справі, якщо це її не зворушило. Деякі її пропозиції були досить радикальними, зокрема, спроба вилікувати наркозалежних за допомогою вегетаріанської дієти. Флоренс підтримувала жертв геноциду вірмен і особисто фінансувала щомісячними чеками дитину-жертву. Вона була готова відмовитися від їжі та пожертвувати до китайського фонду голоду, але критично ставилася до американської підтримки допомоги в подоланні радянського голоду 1921 року, стверджуючи, що, перш ніж прийняти американську їжу та ліки, Росія мала відмовитися від комунізму. Крім того, вона не підтримувала надання допомоги ірландським сім'ям, оскільки це можна було б розцінити як антибританські акції. Флоренс виступила проти вівісекції в публічному листі і підтримала Товариство гуманної освіти. Особливою програмою Флоренс був добробут ветеранів війни, справу яких вона відстоювала всім серцем. Вона називала їх «нашими хлопцями». Оскільки у Першій світовій війні багато чоловіків були знівечені та хворі, Флоренс докладала всіх зусиль, щоб доглядати за пацієнтами лікарні Волтера Ріда, прагнучи покращити життя палати. Її зусилля призвели до проектів фінансування жіночих груп у ветеранських палатах, чого федеральний уряд не зміг зробити.
Флоренс зняла неформальну заборону на «неприйнятних жінок» (зазвичай мають на увазі розлучених жінок), запроваджену за часів Теодора Рузвельта. Вона викликала невеликий фурор, запросивши Національну раду католицьких жінок до Білого дому, оскільки ліберали зневажали їхні зусилля проти контрацепції. Флоренс критикувалв спроби Маргарет Сенгер щодо контрацепції, оскільки вона сама використовувала її в житті. У Флоренції відбувся тенісний поєдинок між Маріон Джессап та Моллою Меллорі. Крім того, вона намагалася асоціюватися з популярними жіночими іконами 1920-х. Коли Марія Кюрі відвідала Білий дім, Флоренс похвалила її як приклад професіонального успіху та чудову вчену, яка також була доброю дружиною. Флоренс прийняла підписану книгу від Кюрі, порушивши своє неформальне правило проти автографів.
Флоренс підвищила обізнаність громадськості про жінок, які керують фінансами домашнього господарства. Вона заявила, що одружені жінки повинні знати щось про роботу свого чоловіка. Вона погодилася підписати зобов’язання скоротити споживання цукру, коли його ціна стала непомірною. Однак вона також дотримується деяких традиційних цінностей, наприклад, для жінок практичніше створювати сім’ї, ніж працювати на звичайній роботі. Флоренс очолила Південну промислову асоціацію, яка забезпечувала освіту для горянок. Вона особисто допомогла чоловікові влаштуватися на роботу на завод після того, як його дружина попрохала про допомогу.
Вона прагнула зробити себе доступною для преси, що різко контрастувало з попередницею Едіт Вілсон, яка відмовила пресі у доступі. Флоренс дала більше інтерв'ю пресі, ніж усі перші леді до неї, разом узяті. Вона любила спілкуватися з журналістами, які їй подобалися, такими як Кейт Форбс і Джейн Діксон. Її пресконференції, які розпочалися через місяць після інавгурації, стали звичайним заходом, який проводився за четвертою годиною чаювання. Вона часто обговорювала політику; називала репортерок «нашими дівчатами» завдяки своїй роботі в керуванні Marion Star. Навіть не вважаючи себе талановитою ораторкою, вона регулярно виступала з імпровізованими промовами або «маленькими патріотичними зверненнями» до таких організацій, як Червоний Хрест і Ліга жінок-виборчинь.
На публіці Флоренс завжди хвалилася президентом і його досягненнями. Але приватно розповіла про свою політичну відмінність. Вона часто висловлювала, як керівник повинен найкраще виконувати свою роботу, і намагалася запобігти чи мінімізувати будь-які помилки. Флоренс була в курсі останніх політичних новин і знала деталі уряду краще, ніж майже будь-яка жінка своєї епохи. Іноді вона сперечалася з чоловіком щодо змісту його промов, час від часу трясла йому пальцем. Одного разу вона не погодилася з промовою, в якій пропонувався єдиний президентський термін на 6 років, і відмовилася піти, доки цей пункт не буде пропущено. Якщо дискусія ставала занадто гарячою, Воррен залишав кімнату, щоб висловити своє роздратування, але ніколи її не сварив.
Флоренс доклала руку до відбору дрібних державних службовців, зокрема, поштмейстерів. З точки зору заступництва, вона поставила б партійну лояльність вище особистих зв’язків, хоча вона вибрала кількох демократів на постмейстера. Колишні співробітники Marion Star отримували її увагу лише в тому випадку, якщо вони мали задокументовану партизанську смугу. Її авторитет поважали політики всіх рівнів управління. Коли їй потрібна інформація про когось, Флоренс використовувала нетрадиційні методи, зокрема, щодо Герберта Гувера, якого вона не любила. Вона повідомила сенатору Гайраму Джонсону, що його суперник від Демократичної партії був марионеткою Гувера, що змусило Джонсона надіслати їй інформацію про вибори через Евалін Маклін. У відповідь на рецесію 1921 року уряд переглянув урядові установи в надії на консолідацію, а сама Флоренс перевірила бюджети та попросила довідку від морської піхоти про вартість уніформи.
Генеральний прокурор Гаррі М. Догерті був членом кабінету, з яким Флоренс була найбільш політичною. Флоренс призначала зустріч із приватними громадянами, а він у відповідь завжди виконував її прохання. Одного разу вона попросила Догерті розглянути справу братів Боско у Західній Вірджинії, які були засуджені за крадіжку зі зломом. При детальнішому розгляді справа спиралася на слабкі докази, включаючи вимушені зізнання, і всім трьом було винесено президентське помилування. Флоренс попросила Догерті пом’якшити смертний вирок в Алабамі, але він відповів, що Міністерство юстиції не має юрисдикції у цій справі. Інші члени Кабінету міністрів підкорилися їй, і Альберт Фолл запевнив її, що Департамент внутрішніх справ негайно зверне увагу на будь-який її запит. Її авторитет отримав певну ребризу від журналу Life, який зобразив «Генерального директора та містера Хардінга» в мультфільмі 1922 року.
І Воррен, і Флоренс Гардінг були відносно прогресивними в питанні раси, хоча президент значною мірою пом’якшив свою риторику під час виступів на Півдні. Важливим винятком з цього стала промова в Алабамі, в якій він виступав за рівність між расами, тоді як Флоренс голосно аплодувала чорношкірій групі на параді. Флоренс боролася з расизмом новими способами. Вона тиснула на чоловіка, щоб він скасував призначення Гелен Дорч Лонгстріт на політичну посаду, оскільки вона віддавала перевагу правлінню лише білих чоловіків. З точки зору міжнародних відносин Флоренс була не настільки активною, хоча вона брала участь у Міжнародній конференції з обмеження озброєнь з листопада 1921 по лютий 1922 року. Вона вважала свою роль важливою в об’єднанні різних націй у спільному розумінні. Брала участь у похованні «Приятеля» на могилі Невідомого солдата, відображаючи давній інтерес до ветеранських справ.
Флоренс наполягала, щоб її родина провела Різдво 1921 року з Маклінами, почувши про загрозу вибуху проти Воррена. Бомби, призначені для президента, були знайдені наступного дня. До кінця першого року перебування Гардінга на посаді газети писали оцінки його діяльності, в основному аплодуючи ролі Флоренс в адміністрації. Однак негатив щодо неї з’явився після того, як слухання комітету з асигнувань Палати представників виявили, що бюджет Білого дому в 50 000 доларів США був майже повністю витрачений, в основному через масштабні заходи і нове відкриття території для туристів. Головний доглядач підрахував, що ремонт теплиць обійдеться в 3000 доларів через те, скільки квітів Флоренс виставила в Білому домі. Протягом усієї зими Флоренс прагнула приєднатися до Евалін у Флориді, але коли вони прибули, Воррен продовжував публічно крутити романи.
Після повернення з Флориди Гардінги познайомилися з нафтовим магнатом Едвардом Лоренсом Доені, пов'язаним з міністром внутрішніх справ Альбертом Фоллом. Схвалення Ворреном оренди нафти для Доені призвело до скандалу Teapot Dome, і хоча Гардінг не отримав від цього прибутку, Фолл чудово заробив. У травні 1922 року Флоренс познайомилася і зблизилася з військово-морським лікарем Джоелом Томпсоном Буном. Бун також познайомився з Сойєром, який ставав дедалі непопулярнішим у бюро ветеранів. У липні Гардінги повернулися до Меріон, щоб взяти участь у святкуванні його сторіччя. Флоренс вітала Нен Бріттон під час урочистостей, не підозрюючи, що та веде роман з її чоловіком.
У серпні президент звернувся до Конгресу з приводу страйків на вугіллі та залізницях, які завдають все більшої економічної шкоди. Флоренс уважно стежила за подіями страйків, тоді як Воррен надмірно пив, щоб впоратися з тривогою, яку це викликало в нього. Флоренс доручила своєму агенту Секретної служби Гаррі Баркеру стежити за її чоловіком, особливо якщо вона випадково буде від нього далеко. Відкриття роману з Нен Бріттон вплинуло на її здоров'я. На початку вересня у неї була серйозна хвороба нирок, про яку громадськість повідомили 8 вересня в медичному бюлетені. Для її лікування був викликаний видатний лікар Чарльз Горацій Мейо, що викликало ревнощі у доктора Сойєра. На той час, коли він приїхав, вона страждала на септицемію і точила, то втрачала свідомість.
Звістка про хворобу Флоренс викликала вилив підтримки по всій країні. Це викликало багато передових статей в газетах і чутки про те, що вона померла, були розвіяні. Ворота Білого дому відкрили, щоб прийняти тисячі доброзичливців, які прийшли помолитися за Флоренцію. Доктор Мейо наполягав, що екстрена операція була єдиним варіантом врятувати Флоренс, але доктор Сойєр не погодився. Зрештою він дав вибір Флоренс, яка не схвалювала хірургічне втручання. До 11 вересня її стан погіршився, і, як вона пізніше розповіла, вона майже померла, побачивши дві фігури в кінці свого ліжка. Флоренс наполягала, що не помре, бо вона потрібна її чоловікові. Відбиваючись від того, що вона називала «Долиною смерті», Флоренс спонтанно усунула перешкоду і вимагала догляду за ліжком від медсестер. Її стан поступово покращився до такої міри, що доктор Мейо не вважав, що його послуги потрібні.
Ознакою покращення стану Флоренції стало повторне відкриття Білого дому для туристів 1 жовтня. Їй повідомили про втрати республіканців на наступний день після проміжних виборів, і вона не повірила в те, що кілька сенаторів програли. У стані, який покращився, Флоренс продовжувала агітацію за ветеранів війни, розпочавши проїзд «Незабудки», купуючи першу квітку зі своєї кімнати. Вона продовжувала стежити за тим, хто входив і виходив з Білого дому, що спонукало Уоррена використати маєток Дружба для зустрічі з Нен Бріттон. До Дня подяки Флоренс була достатньо здорова, щоб керувати своїм першим обідом після хвороби. 7 грудня вона наполягла на зустрічі з Жоржем Клемансо, який обідав з Уорреном.
Флоренс провела сеанс з психологом Емілем Куе, щоб впоратися з розчаруванням під час її одужання після того, як була вражена його творами. Її хвороба та одужання вплинули на її чоловіка, який виявляв щиру турботу про неї, але також хотів більше свободи для себе. Флоренс заявила: «Ця хвороба була благословенням», оскільки вона зблизила двох. Воррен читав їй у ліжку про Єллоустонський парк, місце, куди вона хотіла повернутися. Флоренс також повністю довіряла доктору Сойєру, який, як вірив Воррен, повернув її до життя. У січні 1923 року Воррен захворів і тижнями був прикутий до ліжка. Флоренс була відповідальна за те, щоб він не виконував багато роботи під час своєї хвороби, одного разу виставила помічника, який передав президенту кілька паперів для ознайомлення та привів Воррена спати.
Після того, як група конгресменів провела розслідування в Бюро ветеранів, і було показано, що Чарльз Форбс демонструє злочинну поведінку, а не просто поганий адміністратор, Флоренс була в гніві. Вона відчувала себе зрадженою Форбсом і хотіла, щоб його негайно звільнили. Воррен, з іншого боку, відмовився вірити, що Форбс корумпований, шукаючи додаткову інформацію. Коли виявилося, що ця інформація викриває підозрюваного, президент відмовився її прийняти і відіслав за його викриття Гаррі Догерті. Зрештою Флоренс переконала свого чоловіка звільнити Форбса після того, як задушила. 1 лютого Форбс офіційно пішов у відставку з Бюро ветеранів. Його зрада змусила Флоренс викликати мадам Марсію, щоб дізнатися, хто ще з соратників її чоловіка може бути зрадливим. Протягом цього періоду вона все більше віддалялася від уваги громадськості, її єдиним публічним актом була участь у національній комендантській годині у відповідь на нестачу палива.
На початку березня, незадовго до запланованої поїздки до Флориди, Флоренс повідомили, що Альберт Фолл залишає відділ внутрішніх справ як агент Standard Oil, і вона поспішно організувала вечерю на його честь. Перш ніж прийняти відставку, Воррен закликав Фолла поговорити з його дружиною, але вона не змогла переконати його залишитися. До 5 березня Гардінги та Евалін вилетіли до Флориди. Під час зупинки в Какао-Біч Флоренс зустрілася зі своїм братом Кліффом та його родиною. Їй сподобалося перебування в Маямі, місто використовувало візит президента як точку продажу для забудовників. Воррен продовжував свою бігу зі слабким здоров’ям, особливо з проблемами серця, хоча Флоренс не знала про це. Під час інтерв’ю з репортером вона згадала, що хотіла б поїхати на Аляску, щоб побачити, що можна зробити, щоб донести її величезні природні ресурси до громадськості. Після десяти днів у Маямі вони вирушили спочатку до Сент-Августина, а потім до Джексонвіля.
В інтерв’ю журналістам Флоренс зазначила, що хоче повернутися до справ через відновлення здоров’я. Прикладом цього є лобіювання проти купівлі нерухомості, яка буде використовуватися як офіційна резиденція віце-президента. Навесні 1923 року Флоренс дізналася про, здавалося б, легальну оренду Теапот Доум, здавалося Фоллом, Гаррі Ф. Сінклеру, з яким Флоренс нещодавно зустрілася. Їй також стало відомо про незаконні зустрічі соратниці Гардінга Джесс Сміт, що було підтверджено лише під час зустрічі з мадам Марсією. Після того, як Воррен і Флоренс Гардінг зневажали його, Сміт помер від самострілу 30 травня.
Незважаючи на те, що нещодавно звернулася до Гаррі Догерті за порадою щодо управління деякими своїми активами, Флоренс почала відмежуватися від нього через підозру, що він зіграв свою роль у смерті Сміта. Вона також дещо віддалилася від Евалін, не відвідувала її дім, хоча надсилала квіти та записки. У розпал смерті Сміта та її подальших наслідків Гардінги планували виснажливу подорож по пересіченій місцевості. Воррен мав виголосити сімдесят промов у великих містах по всій країні. Поїздка мала включати довгоочікувану екскурсію Флоренс на Аляску. Відволіканням від планування стала низка промов Флоренс перед Великими братами і сестрами та Національною конференцією соціальної роботи. Флоренс відіграла визначну роль під час з’їзду Шрайнерів у червні, керуючи групою на параді та продаючи фотографії Laddie Boy для організацій із захисту прав тварин. Воррен виступив з промовою, засуджуючи групи ненависті, хоча деякі видання неправдиво повідомляли, що він приєднався до Ку-клукс-клану.
Після завершення урочистостей Воррен вирішив скласти новий заповіт. Це спонукало Флоренс ще раз проконсультуватися з мадам Марсією, яка передбачила, що президент не доживе до 1925 року. Доктор Сойєр запевнив її, що Воррен у відмінному фізичному стані, хоча огляд іншого лікаря виявив проблеми з серцем. Кілька сенаторів закликали його не їхати в поїздку. Згідно з бажанням Флоренс, як запобіжний захід, за кожним його кроком повинні були стежитикілька медичних працівників. Після майже року перебування поза центром уваги Флоренс жадала закоханих натовпів, яких вона очікувала зустріти. Хоча в кінцевому підсумку рішення щодо поїздки на Аляску було Ворреновим. Флоренс була сповнена рішучості піти, незважаючи на наслідки.
Але вона також рухалася в ногу з часом: літала на літаках, показувала фільми після обіду. Вона була першою першою леді, яка проголосувала, керувала кінокамерою, володіла радіо або запросила зірок кіно до Білого дому.

## Пізні роки

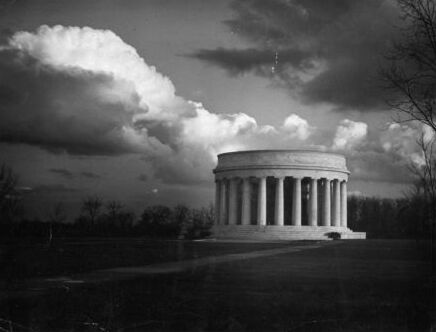
Гробниця Гардінга в Маріон, місце спокою Воррена і Флоренс Гардінг. Конструкція з білого мармуру була останнім із вишуканих президентських меморіалів.

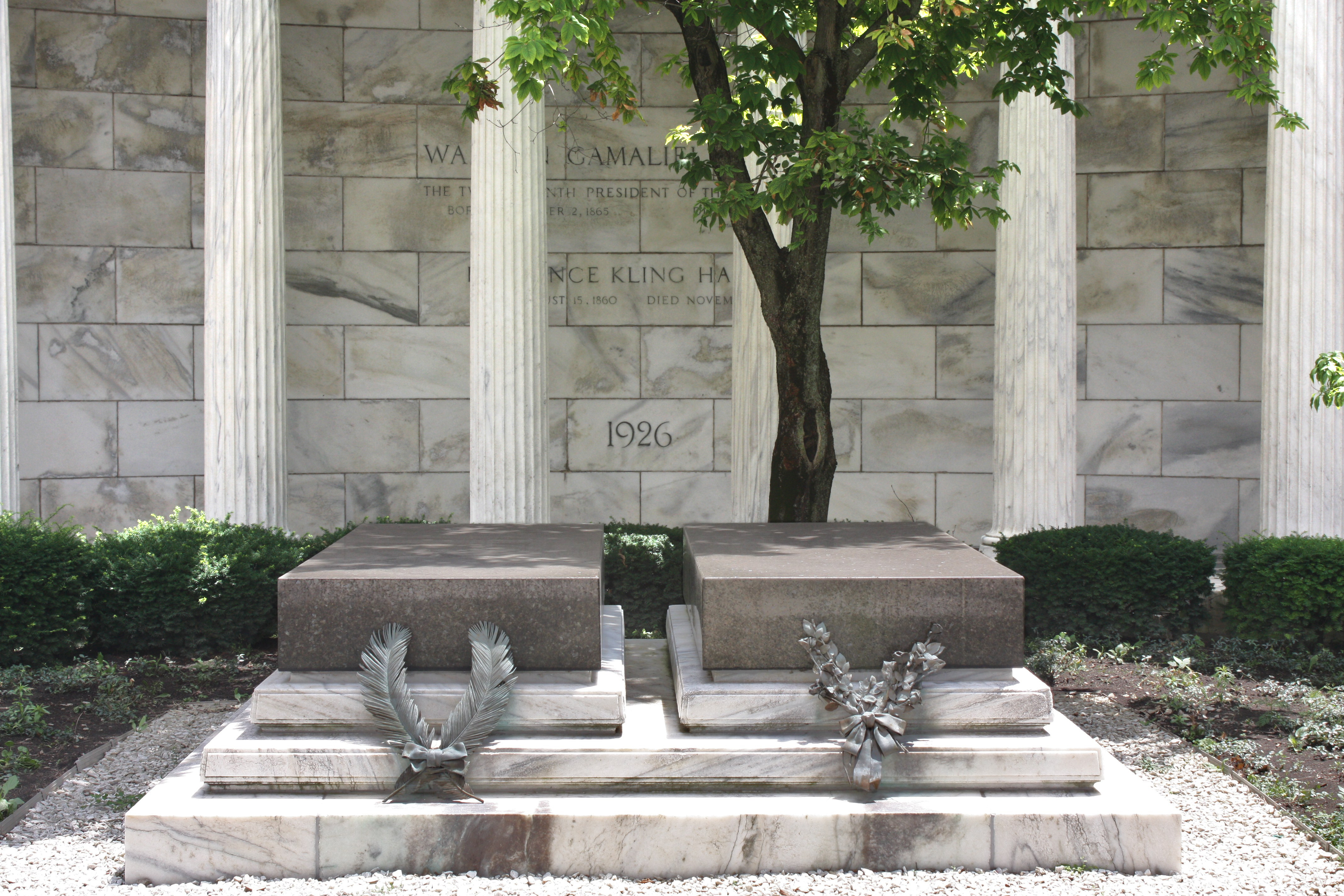
Могили Воррен і Флоренс Гардінг-22

До 1923 року Флоренс і її чоловік страждали від небезпечних захворювань, але все ж здійснили подорож залізницею від узбережжя до узбережжя, яку назвали «Подорожжю розуміння». На численних запланованих зупинках Флоренс виявилася дуже популярною, але Воррен був явно хворий. Важко занедужавши під час відвідування Британської Колумбії, Гардінг помер у готелі Palace в Сан-Франциско 2 серпня 1923 року.
Під час цього туру Воррен перебував під опікою Чарльза Сойєра, який неправильно діагностував стан президента і вводив стимулятори, які спричинили його смертельний серцевий напад. Оскільки Флоренс не вимагала розтину, а також знищила багато його паперів, у напіввигаданій книзі «Дивна смерть президента Гардінга» була висунута суперечлива теорія, яка стверджувала, що Флоренс отруїла свого чоловіка. Однак незабаром це твердження було спростовано.
Флоренс мала намір почати нове життя у Вашингтоні і планувала турне Європою. Але коли її ниркова хвороба повернулася, вона послідувала пораді Сойєра і взяла котедж на території його санаторію в Маріоні. Її останній публічний виступ був на місцевому параді до Дня пам’яті, де вона стояла, щоб привітати ветеранів. 21 листопада 1924 року вона померла від ниркової недостатності.
Основними спадкоємцями її маєтку були її онуки, Джордж Воррен та Євгенія ДеВольф.
До завершення будівництва гробниці Гардінг тіло Флоренс лежало разом із тілом її чоловіка в загальному сховищі на міському кладовищі Маріон.

## Зовнішні посилання
- Works by or about Florence Harding
- Флоренс Гардінг - Національна бібліотека перших леді
- Флоренс Гардінг на C-SPAN Перші леді: вплив та імідж
- Презентація Карла Сферразци Ентоні про Флоренс Гардінг: перша леді, епоха джазу та смерть найскандальнішого президента Америки, 23 червня 1998 р.